# روبن سوم
روبن سوم (ارمنی: Ռուբեն Գ) برادرزاده توروس دوم و پسر استفان دلاور مدافع مرعش بود. روبن سوم که فرمانرمانروایی با بهترین نیات انسانی بود از بخت بلندی که داشت برادرش لوون در کنارش بود، و او همان کسی بود که بعداً به نام لوون دوم، فرمانروای ارمنستان جدید شد. بوهموند سوم امیر و فرمانروای انطاکیه که چشم طمع به کیلیکه دوخته بود توانست روبن سوم را بفریبد و او را به دربار خود بکشد، سپس وی را دربند کرد و ارمنستان جدید که اکنون تصور می‌کرد فاقد فرمانروای طبیعی است حمله‌ور شد. لیکن لوون برادر شاه در آن شرایط و اوضاع و احوال نشان داد که جنگجویی بزرگ است. او در راس لشکریان ارمنستان قرار گرفت. سپاهیان بوهموند سوم را به عقب راند و وی را مجبور کرد به اینکه برادرش روبن را آزاد کند.
روبن سوک در بازگشت به مملکتش نشان داد که همچون گذشته فرمانروایی بسیار خوب و نیکوکار است و کشور در دوران سلطنت او به نحو خردمندانه‌ای اداره می‌شد. روبن شهرها و صومعه‌ها ساخت و بخشش‌های زیادی برای امور خیریه کرد. از آنجا که مرد بسیار متقی و پرهیزگاری بود سرانجام در دیری معتکف شد و ادارهٔ کشور را به برادرش لوون واگذاشت.